# آیا ماتسوئورا
آیا ماتسوئورا (انگلیسی: Aya Matsuura؛ زادهٔ ۲۶ ژوئن ۱۹۸۶) خواننده و هنرپیشهٔ اهل ژاپن است.